# Districtul Si Prachan
Si Prachan (în thailandeză ศรีประจันต์) este un district (Amphoe) din provincia Suphanburi, Thailanda, cu o populație de 62.419 locuitori și o suprafață de 181,0 km².